# Macaca assamensis
El macaco de Assam (Macaca assamensis) es una especie de primate catarrino de la familia Cercopithecidae que habita en el Sur y Sudeste de Asia. En 2008, la especie fue catalogada como casi amenazada por parte de la UICN, debido a la disminución significativa de su población a causa de la caza furtiva, y la pérdida, degradación y fragmentación de su hábitat.

## Características
La especie posee un pelaje que varía de gris-amarillento a marrón obscuro. La piel del rostro es va de marrón obscuro a purpúreo. Tiene un mechón de pelo sobre las mejillas que se orienta hacia la parte posterior de las orejas. El pelo de la coronilla se divide en la mitad. Los hombros, cabeza y miembros anteriores tienden a ser más claros que las partes posteriores, que son grisáceas. La cola está provista de pelo y es corta. La longitud corporal oscila entre 51 y 73,5 centímetros, y la cola de 15 a 30 centímetros. El peso en los adultos va de 5 a 10 kilogramos.

## Distribución y hábitat
La población de Macaca assamensis es endémica de Nepal y probablemente es distinta a las dos subespecies reconocidas que ocupan zonas diferentes al sudeste y oriente del rango de Macaca assamensis. Existe una brecha en el noreste de India entre las dos poblaciones principales, específicamente entre el centro de Bután y la ribera sur del río Brahmaputra; la ribera oriental de su curso alto marca la división entre las dos subespecies reconocidas:
- Macaca assamensis assamensis (macaco de Assam oriental), se encuentra en Bután, Arunachal Pradesh, Assam, Manipur, Meghalaya, Mizoram, Nagaland, Sikkim y Tripura al noreste de India, al norte de Birmania, hacia el sudeste a través de la frontera entre Myanmar y Tailandia hasta Chongkrong y el alto Mekong; en Tíbet, en las provincias de Guangxi, Guizhou, Tíbet y Yunnan en el suroccidente de China, en Thateng al norte de Laos y Hoi Xuan al norte de Vietnam;
- Macaca assamensis pelops (macaco de Assam occidental), se encuentra al centro de Nepal a través de Uttar Pradesh, Sikkim, Assam y la parte norte de Bengala Occidental al norte de India, en Bután Central y las Sundarbans en Bangladés.

Durante estudos realizados en 1976, 1978 y 1984 en Nepal, los macacos de Assam tenían una distribución discontinua a lo largo de los ríos en bosque tropicales y subtropicales en alturas desde 200 a 1800 m s. n. m. En apariencia no se encontraron en zonas al occidente del río Gandaki. En India, habitan en bosques húmedos tropicales y subtropicales, bosques semi-selváticos, bosques caducifolios y bosques de niebla, desde el nivel del mar hasta alturas de 4000 m s. n. m. Normalmente habitan en alturas de más de 1000 metros, pero hacia el oriente, más húmedo, ocupan zonas de baja altitud. En Laos y Vietnam prefieren zonas de altitudes superiores a 500 m s. n. m. En bosques apostados sobre calizas, pueden ubicarse a muy baja altura.

## Ecología y comportamiento
Los macacos de Assam son diurnos y son al mismo tiempo arborícolas y terrestres. Son omnívoros y se alimentan principalmente de frutas, hojas, invertebrados y cereales.
En una investigación realizada en 2007 en el parque nacional Langtang en Nepal, se registraron 213 individuos distribuidos en 9 grupos en un área de 113 km². Los grupos estaban constituidos por entre 13 y 35 individuos, con una media de 23,66 animales, y se hallaban compuestos por el 31% de hembras adultas, 16% de machos adultos y sus hijos de varias edades. Sus alimentos preferidos eran las mazorcas de maíz y tubérculos de papa, pero también incursionaban en campos cultivados con trigo, alforfón y mijo.